# The Opening of Misty Beethoven
The Opening of Misty Beethoven is een Amerikaanse pornografische uit film uit 1976. Zoals wel vaker gebruikelijk in die tijd was ook dit een pornografische film met een uitgebreide verhaallijn. Het script is geïnspireerd op het toneelstuk Pygmalion en de daaruit voortgekomen musical My Fair Lady.
De film werd geregisseerd door Radley Metzger die echter Henry Paris als pseudoniem gebruikte.
De film won meerdere prijzen van de Adult Film Association of America en wordt gezien als een van de beste films uit de zogenaamde gouden eeuw van de porno (1969 - 1984).

## Synopsis
De seksuoloog Dr. Seymour Love probeert een prostituee genaamd Dolores Misty Beethoven les te geven in echte passie.

## Rolverdeling
| Acteur             | Personage                      |
| ------------------ | ------------------------------ |
| Constance Money    | Dolores Misty Beethoven        |
| Jamie Gillis       | Dr. Seymour Love               |
| Jacqueline Beudant | Geraldine Rich                 |
| Terri Hall         | Tanya                          |
| Ras Kean           | Lawrence Layman (als Ras King) |
| Gloria Leonard     | Barbara                        |

## Trivia
- Voor de film werden opnamen gemaakt in New York, Parijs en Rome.
- In 2004 werd een musical op basis van de film uitgebracht.